# Schtschutschja
Die Schtschutschja (russisch Щу́чья, nenzisch Пыряяха/Pyrjajacha) ist ein 565 km langer linker Nebenfluss des Ob, jenseits des Polarkreises im nordwestlichen Sibirien (Russland).

## Verlauf
Die Schtschutschja entfließt an der Ostflanke des Polaren Ural dem südöstlichen Ende des Großen Schtschutschje-Sees (Bolschoje Schtschutschje), etwa 130 Kilometer Luftlinie nördlich von Labytnangi und 100 Kilometer nordöstlich von Workuta. Der See stellt einen 13 km langen, 1 km breiten und etwa 150 Meter tiefen Fjordsee dar, über dessen Wasserspiegel bei 185 m über dem Meeresspiegel die Berge auf beiden Seiten steil bis auf über 1200 m ansteigen. Sowohl der Name des Sees als auch der des Flusses sind vom russischen Wort „schtschuka“ für „Hecht“ abgeleitet, bedeuten also wie auch der nenzische Name „Hechtsee“ und „Hechtfluss“.
Die Schtschutschja fließt zunächst mehrere Dutzend Kilometer durch die flacher werdenden Berge in östlicher Richtung. Auf diesem Abschnitt bis zum Erreichen der Ebene wird der Fluss Bolschaja Schtschutschja („Große Schtschutschja“) genannt; die Malaja Schtschutschja („Kleine Schtschutschja“) fließt ihm wenige Kilometer unterhalb des Sees von rechts zu. Am Gebirgsrand, von dem aus sich die Jamal-Halbinsel nach Nordosten erstreckt, wendet sich der Fluss in südliche bis südöstliche Richtungen. Er durchfließt stark mäandrierend die zumeist flache, sumpfige und seenreiche Tundralandschaft. In einem großen Bogen nach Norden umfließt die Schtschutschja den Höhenzug Bolschoi Sopkei („Großer Sopkei“) und danach an dessen östlichem Fuß wieder nach Süden.
Im Unterlauf verzweigt sich der Fluss in mehrere große und eine Vielzahl von kleinen Armen. Der rechte der großen Arme wird weiter Schtschutschja (Pyrjajacha) genannt; er mündet schließlich knapp 100 Kilometer östlich von Labytnangi in den linken Arm des Ob, den Kleinen Ob (Malaja Ob), der dort trotz seines Namens eine Breite von bis zu einem Kilometer hat und bei der Mündung der Schtschutschja durch die Insel Tobolko wiederum im zwei Arme geteilt ist. Der linke der großen Arme, Jamburinskaja, mündet knapp 20 Kilometer abwärts unweit des namensgebenden Dorfes Jambura in den wiedervereinigten, dort etwa 3,5 Kilometer breiten Ob. Die beiden großen Arme der Schtschutschja sind an der Mündung etwa 200 Meter breit und bis zu vier Meter tief; die Fließgeschwindigkeit beträgt 0,2 m/s.
Die bedeutendsten Nebenflüsse der Schtschutschja sind Bolschaja Chadyta („Große Chadyta“) und Bolschaja Charuta („Große Charuta“) von rechts sowie Junjacha, Chejacha, Tarsedajacha und Tanlowajacha von links.

## Hydrologie
Das Einzugsgebiet der Schtschutschja umfasst 12.300 km². Sie friert von Oktober bis Ende Mai/Anfang Juni zu, dabei von Ende Februar bis April bis zum Grund durch. Mit der Schneeschmelze im Juni beginnt ein bis September andauerndes Hochwasser. Die mittlere Abflussmenge (MQ) beträgt bei Schtschutschje, 141 Kilometer oberhalb der Mündung 104 m/s³, bei einem Minimum von 0,9 m/s³ im April und einem Maximum von 486 m/s³ im Juni.

## Fauna
Die Schtschutschja ist Laichplatz für verschiedene Lachsfische der Gattung Coregonus, darunter Große Maräne (C. nasus, russisch Tschir), Kleine Maräne (C. albula, russisch Rjapuschka) und weitere (russisch Sig oder „Belaja ryba“, „Weißfisch“).

## Wirtschaft und Infrastruktur
Der Unterlauf der Schtschutschja mit rechtem und linkem Mündungsarm ist schiffbar; 22 km des rechten Arms ab Belojarsk sind als Binnenwasserstraße ausgezeichnet.
Das vom Schtschutschja durchflossene Gebiet ist dünn besiedelt. Am Fluss liegen nur die kleinen Ortschaften Laborowaja, Schtschutschje und Belojarsk, die zum Rajon Priuralski des Autonomen Kreises der Jamal-Nenzen gehören, dessen Territorium er auf seiner gesamten Länge durchfließt. Im Rahmen der beginnenden Erschließung der Erdöl- und Erdgaslagerstätten Jamals durch Gazprom steht die Bahnstrecke Obskaja–Karskaja vor ihrer Fertigstellung, deren Bau bereits in den 1980er-Jahren begonnen hatte. Sie kreuzt wie auch die auf diesem Abschnitt noch parallel verlaufende Straße die Schtschutschja südlich von Laborowaja. Sonstige Infrastruktur fehlt.
Insbesondere der Oberlauf des Flusses mit dem Großen Schtschutschje-See ist wegen seiner für sibirische Verhältnisse relativ guten Zugänglichkeit beliebtes Trekkingziel.